# Strażnica WOP Kamienica
Strażnica Wojsk Ochrony Pogranicza Kesselgrund/Kamienica – zlikwidowany podstawowy pododdział Wojsk Ochrony Pogranicza pełniący służbę graniczną na granicy polsko-czechosłowackiej.

## Formowanie i zmiany organizacyjne
Strażnica została sformowana w 1945 w strukturze 50 komendy odcinka jako 233 strażnica WOP (Kesselgrund) o stanie 56 żołnierzy. Kierownictwo strażnicy stanowili: komendant strażnicy, zastępca komendanta do spraw polityczno-wychowawczych i zastępca do spraw zwiadu. Strażnica składała się z dwóch drużyn strzeleckich, drużyny fizylierów, drużyny łączności i gospodarczej. Etat przewidywał także instruktora do tresury psów służbowych oraz instruktora sanitarnego.
W związku z reorganizacją oddziałów WOP, 24 kwietnia 1948 233 strażnica OP Kamienica została włączona w struktury 75 batalionu Ochrony Pogranicza, a 1 stycznia 1951 51 batalionu WOP w Stroniu Śląskim.
Od 15 marca 1954 wprowadzono nową numerację strażnic, a strażnica WOP Kamienica otrzymała nr 242 w skali kraju.
W 1956 rozpoczęto numerowanie strażnic na poziomie brygady. Strażnica II kategorii Kamienica była 6. w 5 Brygadzie Wojsk Ochrony Pogranicza. 
W 1960, po kolejnej zmianie numeracji, strażnica posiadała numer 21 i zakwalifikowana była do kategorii III w 5 Sudeckiej Brygadzie WOP . W 1964 strażnica WOP nr 20 Kamienica uzyskała status strażnicy lądowej i zaliczona została do III kategorii.
W 1965 rozwiązano strażnicę, a na jej bazie sformowano placówkę WOP Kamienica kategorii I o stanie 8 żołnierzy.

## Ochrona granicy
W ochronie granicy dowódcy strażnicy ściśle współpracowali ze swoimi odpowiednikami tj. naczelnikami placówek OSH (Ochrana Statnich Hranic) CSRS.

## Wydarzenia
- 1966 – 9 sierpnia pod wieczór pobliżu kościoła w miejscowości Bolesławów zatrzymał się samochód osobowy na tablicach rejestracyjnych Niemieckiej Republiki Demokratycznej. Liczący 36 lat enerdowski ksiądz z miejscowości Bischofswerda, który nazywał się Gregor Reinard. Możliwe też, że nazwisko brzmiało Reinhard i od 26 lipca 1966 przebywał w Polsce na podstawie przepustki, w miejscowości Kamienica. 9 sierpnia ww. miał już wyjeżdżać z Polski, ale przed wyjazdem udał się do bolesławowskiego kościoła wraz z innym kapłanem ze  Stronia Śląskiego. Księża ci swoim zachowaniem wydali się podejrzani mieszkańcom wioski, gdyż odrywali deski z ambony. Widząc co się dzieje, sołtys Bolesławowa niezwłocznie powiadomił o podejrzanym zachowaniu dowódcę placówki Wojsk Ochrony Pogranicza w Kamienicy. Ten poinformował komendanta Milicji Obywatelskiej ze Stronia Śląskiego. Razem udali się na miejsce. W tym dniu na przepustce przebywał szer. Jerzy Zgrzeba z plutonu remontowo–budowlanego, odbywający służbę w WOP. Gdy dowiedział się od mieszkańców pogranicza o dwóch dziwnie zachowujących się księżach, natychmiast przystąpił do ich ujęcia. Nie pozwolił im odjechać do czasu przybycia patrolu WOP. Dzięki temu o godzinie 18:45 żołnierze z placówki WOP Kamienica zatrzymali obu duchownych. Okazało się, że obywatel NRD próbował wywieźć ze skrytki znajdującej się w kościele w Bolesławowie przedmioty liturgiczne i inne wartościowe dokumenty. Żołnierze WOP gdy przybyli na miejsce księża załadowali już wydobyte przedmioty na samochód księdza Gregora. Ww. zostali zatrzymani, a dalej sprawę przejęli ppłk T. Gąska i mjr St. Serek. Nie dopuszczono do wywozu z kraju mienia poniemieckiego o wartości kilkudziesięciu tysięcy złotych. Na podstawie decyzji prokuratora powiatowego z Kłodzka skonfiskowane zostały dwa pozłacane srebrne kielichy, monstrancja zdobiona kamieniami, a także jeden melchizedek z pięcioma kamieniami. Ten ostatni przedmiot stanowił część monstrancji służącą do podtrzymywania Najświętszego Sakramentu. Ponadto skonfiskowano bilon srebrny 178 sztuk w kwocie 589 marek, banknoty na sumę 39 578 marek. Prócz tego konfiskatą objęto 20 fenigów i 3 tysiące marek w złocie w postaci dokumentu hipotecznego oraz inne drobne przedmioty użytku kościelnego. Księża zostali zwolnieni, a sprawę przejęła Służba Bezpieczeństwa Powiatowej Komendy MO w Bystrzycy Kłodzkiej. 12 września 1966, dowódca Sudeckiej Brygady WOP płk Edward Suchy wydał rozkaz nr Pf-63, w którym przyznał nagrody żołnierzom uczestniczącym w akcji. Szer. Jerzy Zgrzeba – siedem dni urlopu ze zleceniami na przejazd, podoficer patrolowy placówki WOP sierż. Majchrowski – 400 zł nagrody, dowódca placówki WOP Kamienica kpt. Leopold Zasada – 500 zł, zastępca szefa wydziału ppłk T. Gąska – 700 zł, zastępca szefa wydziału do spraw śledczych mjr St. Serek – 600 zł, plut. Szuba – pochwała[10] .

## Strażnice sąsiednie
- 232 strażnica WOP Wilhelmsthal ⇔ 234 strażnica WOP Thanndorf – 1946
- 232 strażnica OP Bielice ⇔ 234 strażnica OP Nowiny – 1949
- 241 strażnica WOP Bielice ⇔ 243 strażnica WOP Nowa Wieś – 15.03.1954.

## Dowódcy strażnicy
- ppor. Ireneusz Szymański (do 1952)
- ppor. Franciszek Kogut (od 1952)
- kpt. Leopold Zasada (był 09.08.1966–był 12.09.1966)[10] .